# Istället för tystnad
Istället för tystnad är den svenske bluesmusikern Rolf Wikströms nittonde studioalbum som soloartist, utgivet på skivbolaget Black Light Records 2011. På skivan medverkar bland andra Caroline af Ugglas.

## Låtlista
1. "Led mig hem, gamla väg" ("Take Me Home, Country Roads")
2. "Jag älskar dig, jag saknar dig"
3. "Istället för tystnad"
4. "När vi kommit hem"
5. "Längtan, ge dig av"
6. "Nog står jag ut med livet"
7. "Jag tänker hålla ut"
8. "Jag är glad"
9. "Arton nätter, nitton dagar"
10. "Krigsmannan"

## Listplaceringar
| Lista (2011) | Topplacering |
| ------------ | ------------ |
| Sverige      | 19           |

## Mottagande
Istället för tystnad har genomsnittbetyget 3,4/5 på sajten Kritiker.se, som sammanställer bland annat skivrecensioner. Snittet är baserat på arton recensioner.

### Fotnoter
1. ↑  ”Istället för tystnad”. Ginza.se. Arkiverad från originalet den 29 januari 2013. https://web.archive.org/web/20130129133444/http://www.ginza.se/product/wikstrom-rolf/istallet-for-tystnad-2011/115684/. Läst 9 januari 2013.
2. ↑  Placeringar på den svenska albumlistan
3. ↑  ”Istället för tystnad”. http://kritiker.se/skivor/rolf-wikstrom/istallet-for-tystnad/. Läst 9 januari 2013.